# Vaimõisa
Koordinaten: 58° 59′ N, 24° 27′ O
Vaimõisa (deutsch Waddemois) ist ein Dorf (estnisch küla) in der estnischen Landgemeinde Märjamaa im Kreis Rapla. Es hat 93 Einwohner (Stand 31. Dezember 2005). Vaimõisa liegt nahe der wichtigen Landstraße zwischen Tallinn (Reval) und Pärnu (Pernau), rund 50 km nordöstlich von Haapsalu (Hapsal).

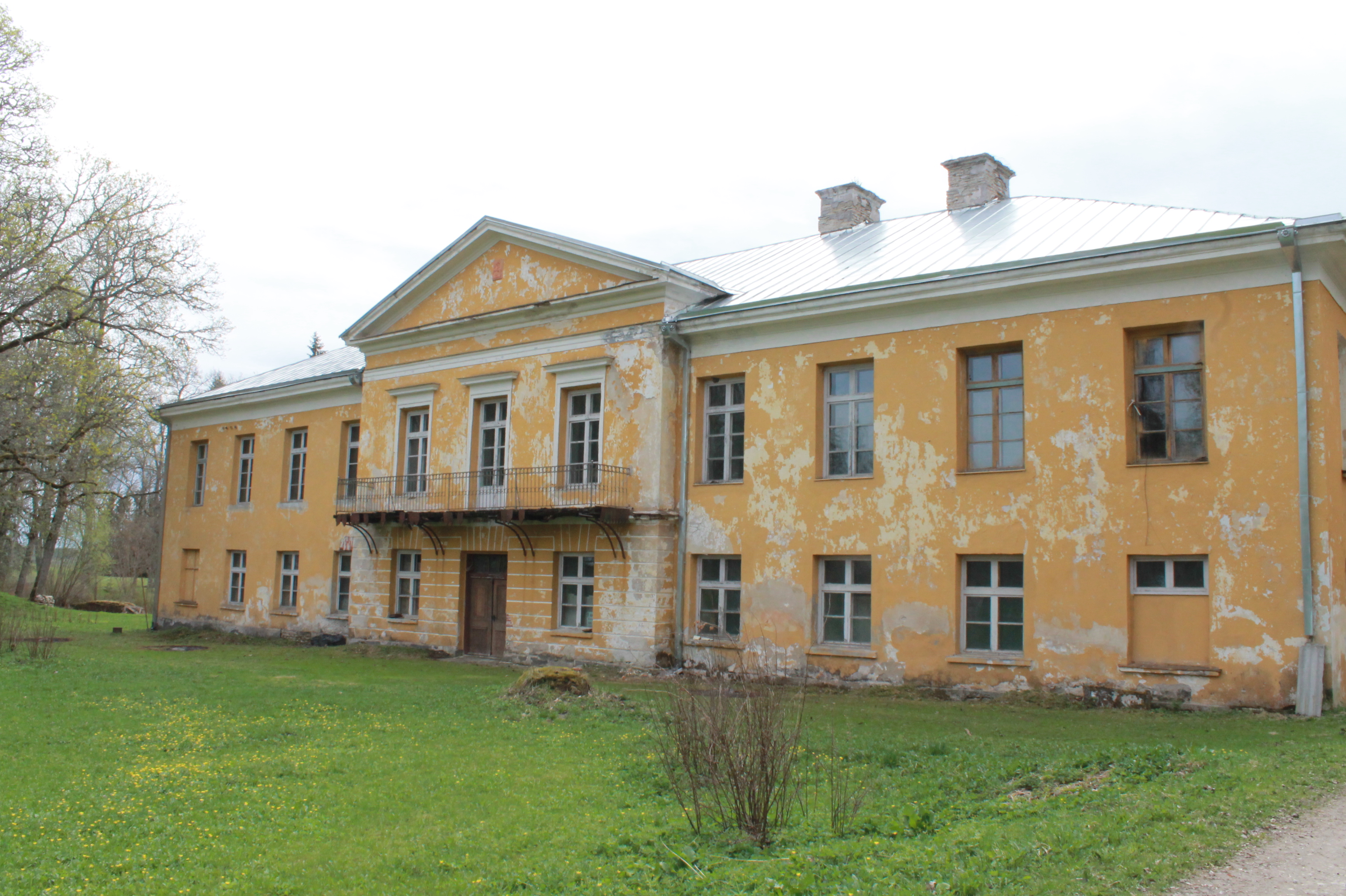
Herrenhaus von Gut Waddemois

Das Gut von Vaimõisa gehörte zum ältesten Besitz der Familie Fahrensbach, 1476 verkaufte Ludwig Kalff das Gut, 1494 war es erneut im Besitz des Hans Fahrensbach. 1529 wurde das Gut an Claus Ungern verkauft. Ende des 18. Jahrhunderts wurde das Gut im Besitz der Familie Nasackin ausgebaut. Ab 1802 gehörte es zur Familie Wilcken. 1899 ging das Gut in das Eigentum von Alfred Christian Schmidt über.
Das zweigeschossige Hauptgebäude wurde 1818 im Stil des Frühklassizismus errichtet. Die Fassadengestaltung ist einfach gehalten. Der Mittelrisalit des Dreiecksgiebels zeigt das Wappen der Familie Nasackin. Die Räume im Sockelgeschoss haben eine Gewölbedecke. Die Repräsentationsräume befinden sich im Obergeschoss. Die historischen Parkettböden und die Türen sind erhalten. Bis 1974 war in dem Haus eine Schule untergebracht. Heute steht es in Privatbesitz.
Unweit des Hauptgebäudes befinden sich ein steinerner Schuppen sowie die Ställe und Kutschengebäude. Den 2,5 Hektar großen Park des Guts durchzieht eine Lindenallee. Hinter dem Herrenhaus liegt ein Teich. In der Nähe steht eine historische Windmühle im holländischen Stil (heute Ruine). Erhalten ist auch die ca. 500 m vom Haupthaus entfernte Schmiede des Guts mit ihrer neogotischen Fassade. Auffällig ist die steinerne Rosette über dem Eingang, die dem Gebäude den Anschein einer Kapelle gibt.